# Madungandí
Madungandí, ufficialmente Comarca Kuna de Madungandí, è un comune (corregimiento) della Repubblica di Panama situato nel distretto di Chepo, provincia di Panama. Si estende su una superficie di 2076 km² e conta una popolazione di 4.271 abitanti (censimento 2010).